# Wagiman
Wagiman (även stavat wageman, wakiman, wogeman) är ett nästan utdött australiskt språk som talas av färre än 10 personer runt Pine Creek i Northern Territory i Australien.
Wagiman är anmärkningsvärt inom lingvistiken på grund av sin komplexa och fortfarande föga utforskade verbmorfologi, en bland världens språk sällsynt ordklass kallad medverb, och på grund av dess komplexa predikat och dess möjlighet att produktivt verbalisera medverb.
Wagiman förutspås dö ut före 2050-talet, på grund av att den yngre generationen av folket wagiman inte talar språket alls, och förstår ytterst lite.

## Språk och talare

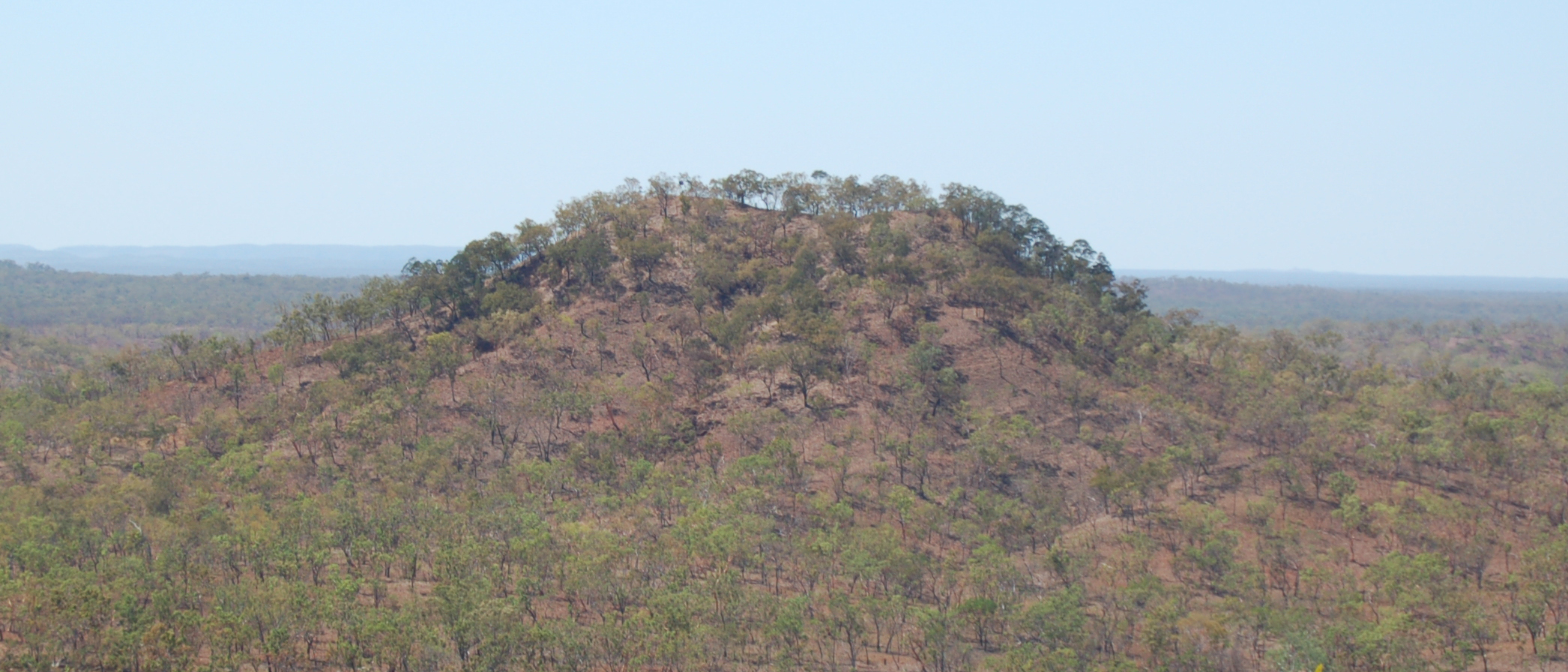
Jaben; Kragagamen, en av folket wagimans heliga platser.

Wagiman tillhör språkfamiljen gunwingguanska språk, en familj som sträcker sig från Arnhem Land, genom Kakadu nationalpark och söder om Katherine och vidare. Inom denna familj är wagiman närmast besläktat med de tre språken wardaman, yangman och dagoman, även om det är en betydande debatt om wagimans status i familjen Gunwinyguan. Av dessa tre andra språk talas endast wardaman fortfarande.
Wagiman är det historiska språket för folket wagiman, en etnisk grupp av aboriginerna, vilkas traditionella land, innan koloniseringen, utbredde sig mer än hundratals kvadratkilometer från Stuart Highway, genom Mid-Daly-dalen, och över Dalyfloden. Landet är mycket fruktbart och välbevattnat, och innehåller ett antal boskapsstationer, där många medlemmar av den etniska grupper arbetar. Dessa stationer inkluderar Claravale, Dorisvale, Jindare, Oolloo och Douglas.

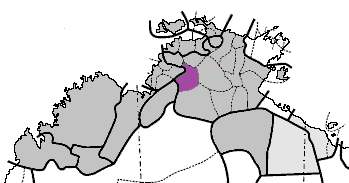
Läget (i rött) för det traditionella landet för folket wagiman. Den mörkgråa ytan visar den inzoomade ytan på en karta över Australien.

Språkregionen gränsar till Waray i norr, Mayali (eller Gunwinygu) och Jawoyn i öst, Wardaman och Jaminjung i söder, samt Murrinh-Patha, Ngan'giwumirri och Malak Malak i väst. Innan koloniseringen var det omkringliggande landet runt Pine Creek och det norr om Brock's Creek traditionellt förknippat med en annan språkgrupp, som nu är utdöd. Den tros ha kallats wulwulam.

### Nuvarande situation
Det dominerande språket i regionen är mayali, en dialekt av Bininj Gun-Wok, som traditionellt förknippas med regionen runt Maningrida, i västra Arnhem Land. Eftersom mayali är ett starkt språk med hundratals talare och en hög grad av barn som talar det, håller medlemmarna av den etniska gruppen wagiman gradvis på att sluta att lära ut wagiman till sina barn. Som ett resultat av detta talar alla i folket wagiman mayali, medan endast en handfull äldre, troligen inte mer än sex, talar wagiman.
De äldre i samhället tros vara halvtalare, eftersom de har en passiv förståelse av wagiman och kan generellt väldigt få grundläggande ord. Deras barn, de äldres barnbarn, förstår väldigt lite wagiman och talar inget. Fristående från Mayali är Kriol, ett kreolspråk baserat på engelskans ordförråd, lingua franca i området. Alla medlemmar av den etniska gruppen wagiman, såväl som andra etniska grupper representerade i området, är modersmålstalare av en måttlig grad av Kriol.
Det ringa antalet av talare av wagiman är även delvis talare av ett antal andra språk vid sidan av mayali, som jaminjung, wardaman och dagoman.

### Dialekter
Wagimantalarna är uppdelade på två dialekter, vilka refereras till som matjjin no-roh-ma 'lätt språk' och matjjin gu-nawutj-jan 'hårt språk'. Skillnaderna är minimala och talarna har inga som helst svårigheter att förstå den andra dialekten.

## Grammatik
All grammatisk information kommer från Wilson, S. (1999) om inget annat anges.

### Ordklasser
De tre viktigaste ordklasserna i wagiman är verb, medverb och nominella. Fristående från dessa finns det en massa av verbala och nominella affix, interjektioner och andra partiklar. Pronomen klassas med nominella.

#### Nominaler
Som många andra australiska språk, skiljer inte wagiman kategoriskt på substantiv från adjektiv. Dessa bildar en ordklass som kallas nominaler. Wagimans nominaler tar kasus suffix som utmärker sin grammatiska eller semantiska roll i meningen. De grammatiska kasusen är ergativ och absolutiv, och de semantiska kasusen inkluderar instrumentalis (användande), allativ (mot), ablativ (från), lokativ (på), komitativ (med, har), privativ (utan, saknar), temporalis (vid tiden för) och semblativ (likna). Kasuset dativ kan antingen vara grammatiskt eller semantiskt, beroende på det syntaktiska behovet av verbet.
Demonstrativa är på liknande sätt ansedda nominaler i wagiman, och tar samma kasussuffix, beroende på dess semantiska eller syntaktiska roller; dess funktion med meningen. Det vill säga, det demonstrativa mahan 'den här', eller 'här' (rot: mayh-), kan ta kasus som alla andra nominaler.
- mayh-yi denna-erg 'denna'
- mayh-ga denna-all 'att här'

##### Exempel på nominaler
- guda 'eld', 'ved' [gʊda]
- wirin 'träd', 'pinne' [wɪɻɪn]
- lagiban 'man' [lagɪban]
- gordal 'huvud' [gɔɖaɫ]
- lagiriny 'svans' [lagɪɻɪɲ]
- manyngardal 'tunga' [maɲŋaɖaɫ]

#### Pronomen
Pronomen är typologiskt även nominaler, men de framvisar deklinationssystem som delvis är representativ för ett nominellt-ackusativt språk, snarare än ett ergativt-absolutivt språk.
|                            | Nominativ            | Ackusativ    | Genitiv      |
| -------------------------- | -------------------- | ------------ | ------------ |
| 1a singularis              | ngagun               | nganung      | nganing-gin  |
| 1a dualis                  | nginyang             | nginyang     | nginyang-gin |
| 1a pluralis (inklusivt vi) | ngego                | ngerre-ngana | gerdo-gin    |
| 1a pluralis (exklusivt vi) | ngego                | ngerreju     | gerdo-gin    |
| 2a singularis              | ngigun               | ngonggo      | ngonggo-gin  |
| 2a person pluralis         | ngogo                | ngorruju     | gordo-gin    |
| 3e singularis              | ngonggega (sällsynt) | nung         | nung-gin     |
| 3e pluralis                | bogo (sällsynt)      | borruju      | borro-gin    |

3e persons singularis och pluralis nominativa former, ngonggega och bogo, rubriceras som 'sällsynta' på grund av att de gradvis håller på att upphöra. Talarna föredrar att använda ej personliga pronomen som gayh- 'denna'. eller gayh-gorden 'dessa'. För övrigt, sedan personen och antalet av ämnet innehålls i prefixet av verbet, lämnas ofta nominativfria pronomen.

##### Delat pronomensystem

Ergativuppställning av kasussystemet

Ackusativuppställning av det fria pronomensystemet.
A = Transitivt subjekt S = Intransitivt subjekt
O = Objekt

Medan kasussystemet markerar kasuset ergativ från absolutiv, markerar de fria pronomen själva nominativ från ackusativ. Detta hänvisas till som ett "delat system".
Såväl som att ha ett pronomensystem som är grundläggande nominativ-ackusativ, tar både de nominativa pronomen och de ackusativa pronomen kasus som markerar att vidare specificera dess semantiska och syntaktiska roll i en klausul. De nominativa pronomen tar det ergativa kasuset i klausuler i vilka de är subjekter av transitiva verb, som i följande:
ngagun-yi ngonggo ngany-bu-ng
1sg-erg 2sg.abs 1sgA.2sgO-hit-prf
'Jag slog dig'
Det nominativa pronomen i detta exempel, ngagun 'jag', tar det ergativa kasussuffixet -yi att beteckna i faktum att det är subjektet av en transitiv klausul snarare än blott subjektet av någon klausul, som ett rent nominativt kasus kan antydas. Så omvänt, verkar samma pronomen som subjektet av en intransitiv klausul som tar det absolutiva kasuset, som är noll-markerat.
ngagun maman nga-yu
1sg.abs bra 1sg-bli.prs
'Jag är bra'
De ackusativa pronomen kan på den ena sidan, bli ackusativa eller dativa, beroende på de syntaktiska behoven av verbet. I den traditionella terminologin kan dessa pronomen antingen bli direkta eller indirekta objekt. 
ngagun-yi nga-nanda-yi nung
1sg-erg 1sgA.3sgO-se-mpr 3sg
'Jag såg han/hon'
nga-nawu-ndi wahan nung
1sgA.3sgO-ge-mpr vatten 3sg
'Jag gav vattnet till han/hon'
På grund av dessa skäl, är pronomen även rubricerade bas för nominativa-ergativa pronomen, och indirekt för ackusativa-dativa pronomen.

##### Genitiva pronomen
I tabellen ovan, slutar alla genitiva pronomen med -gin, vilket är ortografiskt åtskilt av ett bindestreck som normalt delar morfem. -gin-formen här är inte ett separat morfem och kan inte bli lexikaliskt segmenterat; det finns inget ord som nganing som skulle formas genom att ta bort -gin från nganing-gin 'min/mina'. Faktum att de genitiva formerna har reguljära slut igenom hela pronomenparadigmen kan ha varit en historisk händelse.
Detta kan inte bli ett nominellt suffix, som dessa som listas ovan, eftersom det inte kan knytas till andra nominella (*warren-gin lari 'barnets hand'). Dessutom kan de genitiva pronomen ta ett vidare kasussuffix, som i exemplet:
gorun nganing-gin-ba
hus min-all
'till mitt hus'
Detta skulle förhindras av begränsningsmotet kasusstapling i wagiman om det genitiva -gin var ett kasussuffix.

#### Verb
Verb är en ordklass i wagiman som innehåller mindre än 50 medlemmar. Eftersom det är en stängd klass, är inga fler verb möjliga. De är ofta enstaviga verbrötter och alla är vokalslut. Wagiman-verb böjs obligatoriskt för person och antal av kärnargument, och för tempus och aspekten av klausulen. En liten uppsättning av verb kan ta ett icke-begränsat suffix -yh, i vilket det inte kan vidare böjas för person eller tempus. Det icke-begränsade verbet måste sedan med-förekomma med andra hjälpverb.

##### Exempel på verb
Varje verb listas med sin imperfekta tempusmarkör, vilket är det andra morfemet. Uttal ges när det är lämpligt.
- bu-ni 'slå'
- di-nya 'komma'
- ra-ndi 'kasta'
- rinyi-ra 'falla'
- nanda-yi 'se' [nandaɪ]
- yu-nginy 'bli' [jʊŋɪɲ]

#### Medverb
Det finns än så länge 500 dokumenterade medverb i wagiman, och fler utforskas fortlöpande. Om man jämför dessa med verb, är medverb mycket mer talrikt och även mer semantiskt rikt. Verb uttrycks enkelt, breda betydelser som yu- 'bli', ya- 'gå' och di- 'komma', medan medverb framförs mer specifikt, semantiskt begränsade betydelser som barnhbarn-na 'göra fotspår', lerdongh-nga 'spela (en didjeridu)' eller murr-ma 'vada genom grunt vatten genom att använda dina fötter för att leta efter något'.
Medverb kan dock inte böjas för person och kan inte, i sig själva, huvudbegränsa klausuler. Om de verkar som huvudet av en klausul, måste de kombineras med ett verb, och därefter forma en tvådelad verbal blandning, vanligen kallat ett komplex predikat.

##### Exempel på medverb
Varje medverb listas med -ma suffixet (eller dess allomorf), vilket signalerar aspektual omarkeradhet.
- liri-ma 'simma' [lɪɻɪma]
- dabale-ma '(gå) runt' [dabalema]
- gorrh-ma 'fiska' [gɔrʔma]
- dippart-ta 'hoppa' [dɪbˑaɖˑa]
- wirrnh-na 'vissla' [wɪrʔna]

### Fonologi och ortografi
Wagimans fonetiska system är ganska typiskt för ett nordaustraliskt språk. Det har sex artikulationsställen med en klusil och en nasal konsonant i varje. Det finns även ett antal lateraler och approximanter, tremulanter och en fonetisk glottal klusil. (representeras i ortografin av 'h'). Wagiman har även ett vokalsystem som är standard för norra Australien, med 5 vokaler.

#### Konsonanter
Klusiler som är fortis (eller 'stark') är skilda från dem som är lenis (eller 'svag') på basen av längden av avslutningen, som motsats till stämtonslatens (STL), perioden efter frigörandet av klusilen innan inledningen av stämläppaktiviteten (eller tonande) vilket normalt skiljer fortis och lenis i engelska och de flesta andra språk.
Lenisklusiler i wagiman låter som i engelskans tonande klusiler och skrivs därför med de latinska bokstäverna b, d och g. Fortisklusiler låter dock mer som tonlösa klusiler i engelskan, men är något längre än lenisklusiler. De skrivs med två tonlösa bokstäver, pp, tt och kk, när de förekommer mellan två vokaler.
Eftersom längden av avslutningen definieras i termer av tid mellan vokalsträckan efter den föregående vokalen, och frigörandet innan den följande vokalen, slutar vid början eller slutet av ett ord som inte har fortis-leniskontrast. Ordinledningsklusiler är ortografiskt skrivna med de tonande latinska bokstäverna b, d och g i wagiman, med vid slutet av ordet, används de tonlösa bokstäverna p, t och k istället.
|               | bilabiala    | alveolara    | retroflexa     | palatala      | velara       | glottala |
| ------------- | ------------ | ------------ | -------------- | ------------- | ------------ | -------- |
| klusiler      | p [p], b [b] | t [t], d [d] | rt [ʈ], rd [ɖ] | tj [c], j [ɟ] | k [k], g [g] | h [ʔ]    |
| nasala        | m [m]        | n [n]        | rn [ɳ]         | ny [ɲ]        | ng [ŋ]       |          |
| tremulanter   |              | rr [r]       |                |               |              |          |
| laterala      |              | l [l]        | rl [ɭ]         |               |              |          |
| approximanter | w [w]        |              | r [ɻ]          | y [j]         |              |          |

#### Vokaler
Som många språk av toppändan, har wagiman ett standardvokalsystem med 5 vokaler. Dock indikerar ett system med vokalharmoni att två uppsättningar av vokaler är nära relaterade. [ɛ] ställer sig nära med [ɪ] och liknande, [ɔ] smälter samman med [ʊ].
I detta avseende är det möjligt att analysera wagimans vokalsystem, som historiskt härleds från ett tre-vokalsystem som är vanligt i språket längre söder ut, men med de fonetiska influenserna av ett typiskt nordligt fem-vokalsystem.
|               | främre | centrala | bakre |
| ------------- | ------ | -------- | ----- |
| slutna        | i [ɪ]  |          | u [ʊ] |
| mellanvokaler | e [ɛ]  |          | o [ɔ] |
| öppna         |        | a [a]    |       |

#### Fonotax
Varje stavelse i wagiman innehåller ett framljud, en kärna och ett valfritt utljud. Detta kan generaliseras till stavelsemallen KV(K). Utljudet kan bestå av någon enskild konsonant, ett kontinuerligt ljud och en glottal klusil, eller en approximant och någon klusil.
På ordnivån har wagiman ett bimoraiskt minimum, som betyder att om ett ord består av en enskild stavelse måste det antingen ha en lång vokal eller ett utljud. Exempel på monosyllabiska ord i wagiman inkluderar yow [jɒʊ] 'ja', eller jamh [ɟʌmʔ] 'äta' perf'.
Den retroflexa approximanten 'r' [ɻ] är inte en tillåten ordinledning och blir istället ett lateralt 'l'. Detta påverkar endast verbrötter, eftersom de endast är del av tal som tar prefix, och är därför endast möjliga som del av tal för vilka ordinlednings- och ordmittsmiljöeffekter kan observeras.
Verbet ra-ndi 'kasta', till exempel, dyker upp som la-ndi när det böjs för tredje person singularis objekt (han/hon/det), vilka genomförs osynliga, eller nollmorfem, men som nga-ra-ndi när det böjs för första person singularis objekt (I). När det föregås av en stavelse med ett utljud, 'r'-liknande flyttas till 'l', som i ngan-la-ndi 'han/hon/det kastade dig'. Enkelt uttryckt är den retroflexa approximanten 'r' [ɻ] endast möjlig som 'r' när den uppstår mellan två vokaler. På andra ställen blir det den laterala approximanten 'l'.

##### Heterorganiska kluster
Konsonantkluster genom stavelsegränser införlivas inte för plats i wagiman som de gör i många andra språk. Detta betyder att en nasal i ett stavelseutljud inte kommer att flyttas till positionen för den följande stavelseinledningen för mildrande av ett yttrande. I engelskan och många andra indoeuropeiska språk (däribland svenskan), uppstår denna förflyttning reguljärt, som att prefixet -in, till exempel, ändras till -im när det föregås av antingen ett p, ett b eller ett m.
in + möjlig > omöjlig
in + balans > obalans
in + viktig > oviktig
Wagiman gör inte detta. En nasal i ett utljud behåller sin position oberoende av följande konsonanter:
manyngardal 'tunga' [maɲŋaɖaɫ]
binkan 'brax' (en fisk) [bɪngan]
ngan-bu-ni 'hon/han slog mig' [ŋanbʊnɪ]
Om wagiman ålägger emot heterorganiska kluster och assimilerar dem för plats, som engelskan gör, dyker dessa ord upp som [maŋŋaɖaɫ], [bɪŋgan] och [ŋambʊnɪ].

##### Vokalharmoni
Höga vokaler assimileras i höjd att följa mittvokaler genom stavelsegränser. [ɪ] blir [ɛ], och [ʊ] blir [ɔ] när följande stavelse innehåller en mittvokal; antingen [ɛ] eller [ɔ].
mi- (2sg.imp) och -ge ('put'), blir mege 'du går och placerar den'.
mu- (2pl.imp) och -yobe ('stay'), blir moyobe 'du måste stanna'.
Wagimans vokalharmoni och andra aspekter av wagimans fonotax behöver vidare forskning. Det är inte känt, exempelvis, om vokalharmoni påverkar obetonade stavelser.

### Syntax
Wagiman är ett prefixerande språk, vilket, i kontexten för de australiska språkens typologi, kan hänvisa till dess genealogiska klassificering likväl som dess syntaktiska egenskaper. Wagiman böjer, tillsammans med övriga Gunwinyguanska språk, verb obligatoriskt för person och numerus av subjektet, och valfritt för objektet. I detta avseende visar wagiman karakteristika för huvudmarkerande språk. Dock beter sig wagiman även som ett beroendemarkerande språk, i som nominella är kasusmarkerade till dess grammatiska eller semantiska roller, som ergativ (subjektet av en transitiv klausul) eller absolutiv (objektet av en transitiv klausul eller subjektet av en intransitiv klausul).

#### Morfologi
Wagiman är ett morfologiskt rikt språk och varje del av talet har sin egen uppsättning av relaterade bundna morfem, av vilka vissa är obligatoriska, medan andra är valfria.

##### Verb
Det verbala prefixet innehåller information om personen och antalet av subjektet, ibland även personen och antalet av objektet, såväl som obligatorisk information om tempus av klausulen. Dessutom förmedlar ett verbalt suffix vidare information avseende tempus och aspekt. Medan endast ett litet antal tempus- och aspektaffix existerar, är samspelet mellan dessa i det verbala prefixet och i suffixet, kan generera mer högre specificerade temporala och aspektuala klausuler.
Vidare till dessa affix, kan verb markeras för antalet av subjektet, vare sig det är tvåtal eller pluralis, och även för inklusivitet; om lyssnaren är inkluderad i den beskrivna händelsen (inklusiv) eller är exkluderad från händelsen (exklusiv).
Verbmorfologin i wagiman är mycket oregelbunden. Av det lilla inventariet av böjda verb, har många sina egna unika tempussuffix, medan andra tempussuffix är vanliga i ett flertal verb, och medan vissa rudimentära verbklasser kan identifieras - tar alltid hållningsverb det tidigare tempussuffixet -nginy /ŋɪɲ/, för exempel - tempussuffixen måste läras ut för varje enskilt verb.
Prefixen å andra sidan, är regelbundna för varje verb, fastän det kompletta paradigmet av verbprefixen är mycket komplext. De kodar tre variabler: person, antal och tempus, och är inte segmentable; ett prefix kan inte separeras i de tre delarna. Ngani- till exempel, kodar andra person singularis agent ('you'), första person singularis patiens/genomgå ('mig') såväl som tidigare tempus.
ngani-bu-ng
2sga.1sgo.tdt-hit-prf
'du slog mig'.

##### Nominella
Morfologin för nominella betydande mindre komplex än verbens. Det finns ett antal kasussuffix, utmärkande ergativ, absolutiv, dativ, allativ, lokativ, ablativ, semblativ, temporalis, instrumentalis och så vidare.
Åtskilt från de grammatiska kasusen, ergativ och absolutivum, vilka behövs för att bygga betydelsefulla meningar, uppstår en hel rad av semantiska kasus med en mycket hög frekvens, även då dess betydelse kan uttryckas utan att använda kasus. I de följande exemplen, i den tidigare används inget kasus, och är mycket mindre vanlig än den senare:
wuji nga-nga-gondo-n garradin
neg irr-1sg-ha-prs pengar
'Jag har inte några pengar'
garrad-nehen nga-yu
pengar-priv 1sg.prs-bli
'Jag är utan pengar' eller 'Jag är penninglös'
Det finns även vissa bundna partiklar, vilka visar sig fungera i mycket liknande syntaktiska beteende som kasus, men vilka inte anses vara 'kasus', av teoretiska anledningar. -Binyju /bɪɲɟʊ/ 'endast' är en av dessa nominella partiklar, som i:
gubiji-binyju bula-ndi
ben-endast 3sg.lämna-pst
'han/hon lämnade endast benen'.
Nominella utmärker sig även för numerus med ett suffix som direkt gränsar till roten, innanför kasussuffixet. -giwu 'två', skulle exempelvis ansluta sig till den nominella roten innan kasuset, som i: 
lamarra-giwu-yi nganba-badi-na
hund-två-erg 3pla.1sgo-bita-pst
'de två hundarna bet mig'.
Eftersom kasus inte kan staplas i wagiman, kan inte dessa numerussuffix kallas kasussuffix, medan de nominella suffixen som diskuteras ovan (exempelvis -binyju 'endast'), visar samma syntaktiska distribution - de uppstår på samma ställe - och kan därför själva analyseras som kasus.

### Fotnoter
1. 1 2  Gordon, R. G., Jr. (2005)
2. 1 2  Cook, A.R. (1987: 17-19)
3. ↑  Merlan, F.C. (1994: 3-4)
4. ↑  Wilson, S. (1999: 6)
5. ↑  Wilson, A. (2006: 5)
6. ↑  Wilson, S. (1999: 5)
7. ↑  Harvey, M. (2003: 295-97)
8. ↑  Evans, N. (2003: 6-9)
9. ↑  Wilson, S. (2001)
10. ↑  Wilson, S. (1999)